# 新砂
新砂（日语：／ Shinsuna */?）是東京都江東區的地名。設一丁目至七丁目。2013年8月1日為止的人口有6,205人。郵遞區號為136-0075。

## 地理
位於東京都江東區東端，屬城東地域。北部為住宅地、辦公大樓，南部是工業區。靠近南砂町站的新砂三丁目正在進行再開發。地域北鄰南砂與東砂、東接江戶川區清新町、南連夢之島、西通東陽與鹽濱。町域東邊為荒川，南邊為砂町運河，西邊為曙北運河。
西側的新砂一丁目、新砂二丁目與東側的新砂三丁目之間有砂町北運河，除了北端以外沒有橋樑聯絡兩地。
西側的北部靠近東陽町站，有大企業總部設立於此。北部至中部有總武本線新小岩信號場站分出的貨物支線（越中島支線，通往鹽濱的越中島貨物站）。新砂在歷史上與越中島貨物站關係密切，現在町內仍有大企業的物流倉庫與貨車場。江東區倉庫業興盛（事業所數都內第二、倉庫面積23區第一）。其中，新砂是本地區代表性的集配據點。北部有佐川急便東京店，靠近潮見站的南部有日本通運中央總站與日本郵政（郵便事業）新東京支店。新砂每日收集的貨物達1萬5000噸。西側與鹽濱和夢之島各有橋樑相通。
東側是荒川河口右岸。北部靠近南砂町站，正進行再開發。南部有東京都水道局江東給水所、東京都下水道局砂町水再生中心與東部汚泥處理廠、東京電力江東變電所等大規模公共供給設施。此外下水道局的餘熱用來作為區域供熱，提供給高齡者醫療中心等設施。南端有新砂水門。目前與夢之島沒有橋樑相通，目前有計畫建設補助144號線，預定修築放射16號線與國道357號。在清砂大橋開通以後，東側開始聚集郵便事業東京國際支店等物流設施。
中央的砂町北運河沿岸有造船所與遊艇港。連結北運河的砂町運河交通量龐大，有東京水邊線等水上交通運行。

### 河川、運河
- 荒川
  - 清砂大橋
- 砂町運河
  - 夢之島大橋
- 曙北運河
  - 新砂橋
  - 砂潮橋

## 歷史
町名來自於開發砂町的砂村新左衛門。新砂一帶是明治時代以後填海形成的陸地。但新砂地名的成立是在第二次世界大戰後。
新砂西側是與越中島站相關的填海地。新砂二丁目是東京港越中島站場地建立事業計畫的一環「砂町東部埋立地」，1938年（昭和13年）正式開始填海造陸。本地在洲崎東方，工程開始前的1936年（昭和11年）設置洲崎球場。越中島支線以南的陸地是戰後才產生，現在的町域大約在1963年（昭和38年）左右完成。
新砂東側是荒川放水路河口的填海地。1947年（昭和22年）左右，砂町下水處理場為島嶼，現在河口附近已超級堤防化。2004年（平成16年）清砂大橋開通，「新砂土地區劃整理事業」隨之進行。南砂町站南側開始進行再開發，永代通北側興建大規模公寓大廈，南側興建醫院與商業設施。但除此以外的新砂大半為工業專用地域，今後沒有變更的計畫。

### 地名由來
砂村新田南方的新埋立地，因而稱「新砂」。

### 沿革
- 1930年（昭和5年）- 東京都下水道局的砂町下水處理場（現砂町水再生中心）完成。
- 1932年（昭和7年）- 砂町編入東京市，與龜戶町、大島町合併為城東區。此時舊大字永代、本砂町、平井、四十町成立南砂町一丁目至南砂町九丁目。
- 1967年（昭和42年）7月1日 - 住居表示施行。南砂町四丁目大半與南砂町九丁目成立新砂一丁目、新砂二丁目、新砂三丁目。
- 2004年（平成16年）3月28日 - 清砂大橋開通，連結江戶川區。
- 2009年（平成21年）11月1日 - 新砂三丁目剩餘部分（屬東京灣埋立14號地）實施住居表示。

## 交通

### 鐵路
- 東京地下鐵東西線 ○南砂町站 - 設有出入口。（站長室所在地：南砂）

### 巴士
主要行駛在明治通與永代通。
明治通
- 錦18系統：龜戶站通、錦糸町站方向/新木場站方向（僅平日）
- 急行05系統：龜戶站通、錦糸町站方向/新木場站、日本科學未來館方向（僅周六、假日）
- 木11甲：東陽町站方向/新木場站方向
- 木11乙：東陽町站方向/潮見站方向（僅早晨和傍晚）
- 木11折返：東陽町站方向/新木場站、若洲露營場方向

永代通
- 陽20系統：東陽町站方向/東大島站方向
- 錦22系統：東陽町站、錦糸町站方向/西葛西站、臨海車庫方向（班次少）
- 龜23系統：南砂町站、北砂五丁目團地、龜戶站方向

### 道路
- 東京都道、千葉縣道10號東京浦安線（永代通）
- 東京都道306號王子千住南砂町線（明治通）

## 設施
公園
- 新砂運動場
- 新砂あゆみ公園
- 新砂のぞみ公園
- 新砂めぐみ公園
- 荒川砂町水邊公園

公共機關
- 警視廳第九機動隊
- 東京都土木技術研究所
- 東京都環境科學研究所
- 東京都下水道局 砂町水再生中心

企業
- INTEC 東京本店
- 竹中工務店 東京本店
- 佐川急便 關東支店
- 日本數位研究所 本社
- 日本郵便 新東京郵便局、東京國際郵便局
- 明治 本社

醫療
- 順天堂大學醫學部附屬順天堂東京江東高齡者醫療中心

## 觀光
景點
- SUNAMO（大型商業設施）

史蹟
- 洲崎球場

## 備註
1. ↑  江東区の世帯と人口（住民基本台帳による） 区民部区民課 平成25年8月1日現在[永久]
2. ↑   (PDF). 東京都産業労働局. 2010年  [2011年1月7日]. （原始内容 (PDF)存档于2015年5月24日）.
3. ↑  . テレビ東京. 2008-10-25  [2011年1月16日]. （原始内容存档于2010年7月7日）.
4. ↑  . 東京都下水道局. 2005年  [2011年1月16日]. （原始内容存档于2006年7月25日）.
5. ↑  . 東京都建設局.   [2011年1月16日]. （原始内容存档于2016年7月19日）.
6. 1 2  . goo.   [2011年1月7日].[]
7. ↑  . goo.   [2011年1月7日].
8. ↑  . 荒川下流河川事務所.   [2011年1月7日]. （原始内容存档于2013年1月26日）.
9. ↑  .   [2008年7月18日]. （原始内容存档于2007年8月24日）.
10. ↑   (PDF). 江東區都市整備部. 2010-12-21  [2011年1月16日].[永久]

## 外部連結
- 江東區官方網站 （页面存档备份，存于）